# Cielo sulla palude
Cielo sulla palude är en italiensk dramafilm från 1949 i regi av Augusto Genina. Filmen handlar om den heliga Maria Gorettis liv och martyrium.

## Roller (urval)
- Inés Orsini – Maria Goretti
- Assunta Radico – Assunta Goretti, Marias mor
- Giovanni Martella – Luigi Goretti, Marias far
- Mauro Matteucci – Alessandro Serenelli
- Francesco Tomolillo – Giovanni Serenelli
- Rubi D'Alma – grevinnan Teneroni
- Michele Malaspina – greve Teneroni
- Domenico Viglione Borghese – läkaren